# Veitsmühle (Obernzenn)
Veitsmühle ist ein Wohnplatz des Marktes Obernzenn im Landkreis Neustadt an der Aisch-Bad Windsheim (Mittelfranken, Bayern). Veitsmühle liegt in der Gemarkung Oberaltenbernheim.

## Geografie
Die Einöde liegt an der Zenn. Unmittelbar östlich mündet der Seebach als linker Zufluss in die Zenn. Sie besteht aus einem Wohnhaus und acht Nebengebäuden. Der Ort liegt an einer Gemeindeverbindungsstraße, die nach Rappenau (1,5 km nordwestlich) bzw. nach Oberaltenbernheim zur Staatsstraße 2413 führt (0,3 km südöstlich).

## Geschichte
Gegen Ende des 18. Jahrhunderts gehörte die Veitsmühle zu Oberaltenbernheim. Die Mühle hatte das Deutschordenskommende Virnsberg als Grundherrn. Die Veitsmühle erhielt die Hausnummer 8 des Ortes Oberaltenbernheim.
Im Rahmen des Gemeindeedikts wurde Veitsmühle dem 1808 gebildeten Steuerdistrikt Oberaltenbernheim und der 1811 gebildeten Ruralgemeinde Oberaltenbernheim zugeordnet. Nach 1888 wurde die Mühle zu Oberaltenbernheim gezählt. Am 1. Januar 1972 wurde Veitsmühle im Zuge der Gebietsreform in Bayern nach Obernzenn eingemeindet.

### Baudenkmal
- Haus Nr. 8: Wohnhaus mit Schopfwalm, 1861[4]

### Einwohnerentwicklung
| Jahr      | 001818 | 001836 | 001840 | 001871 | 001885 |
| Einwohner | 4      | 6      | 6      | 10     | 11     |
| Häuser    | 1      | 1      | 1      |        | 2      |
| Quelle    | [ 6 ]  | [ 7 ]  | [ 8 ]  | [ 9 ]  | [ 10 ] |

## Religion
Die Einwohner evangelisch-lutherischer Konfession waren ursprünglich nach St. Martin (Unteraltenbernheim) gepfarrt, seit Anfang des 19. Jahrhunderts war die Pfarrei Allerheiligen (Egenhausen) zuständig, seit Ende des 19. Jahrhunderts ist es die Pfarrei St. Maria (Unterzenn). Die Einwohner römisch-katholischer Konfession sind nach Mariä Himmelfahrt (Sondernohe) gepfarrt.